# Kriokonity
Kriokonity – niewielkie zagłębienia wypełnione wodą na powierzchni lodowców, w których w okresie odmarzania może następować rozwój mikroflory i mikrofauny. Na ich dnie gromadzi się osad składający się ze szczątków roślinnych i zwierzęcych oraz nieorganicznych drobinek minerałów.

## Geneza

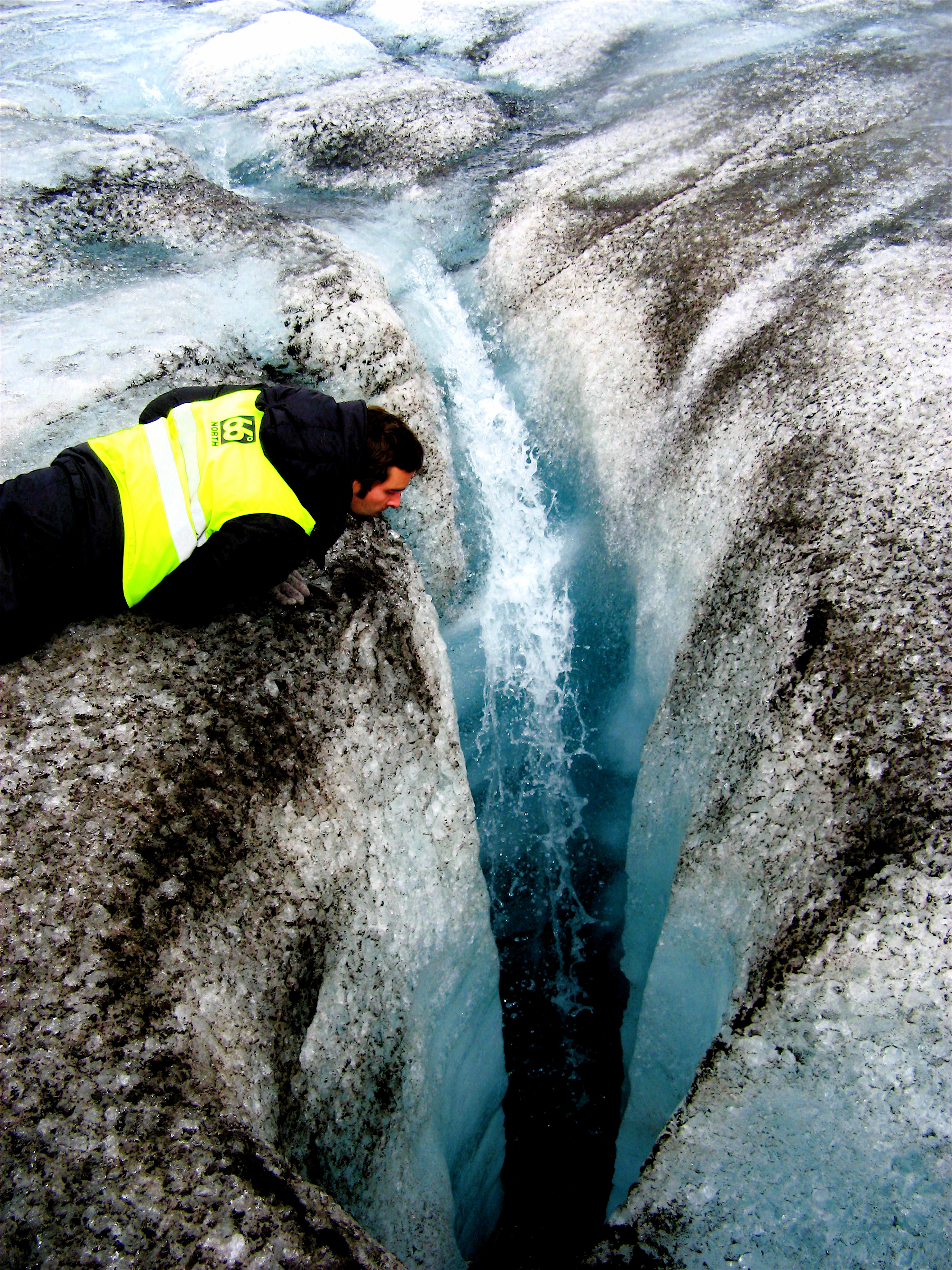
Warstwa kriokonitów (czarne) widoczna na skraju szczeliny lodowca

Kriokonity powstają tylko podczas polarnego lata w wyniku topnienia lodu zanieczyszczonego składnikami o ciemnej barwie (warstwa ablacyjna), które pochłaniają promieniowanie słoneczne. Dużą rolę w procesie ich formowania odgrywa wiatr nawiewający drobny materiał skalny oraz fragmenty sadzy lub innych zanieczyszczeń powietrza. Podczas arktycznego lata materia organiczna i nieorganiczna spływa również z okolicznych gór i nunataków gromadząc się w kriokonitach i zapewniając sprzyjające warunki do rozwoju żyjącym w nich organizmom. 
Niewielkie zbiorniki wodne mogą przybierać różne formy i kształty. Najczęściej nie przekraczają głębokości 50 cm i mogą zajmować od 0,1% do nawet 10% powierzchni lodowca (np. około 6% powierzchni lodowców w Arktyce).
Kriokonity po raz pierwszy opisał i nadał im nazwę polarnik Adolf Erik Nordenskiöld podczas wyprawy na Grenlandię w 1870 roku. Nazwa pochodzi od greckich słów κρύος [krúos] (mróz, lód) i κουία (proszek, pył).
Występowanie kriokonitów stwierdzono na lodowcach Arktyki, Antarktyki, Grenlandii, Kanady, Tybetu i Himalajów.

## Formy biologiczne
Lodowcowe zbiorniki wodne posiadają rozwiniętą pętlę mikrobiologiczną, której podstawę tworzą bakterie oraz fitoplankton. Glony eukariotyczne mają jednak mniejszy udział w stosunku do licznie reprezentowanych bakterii oraz cyjanobakterii. Te ostatnie występują głównie jako formy nitkowate, które często przystosowane są do uzupełniania niedoborów makroelementów poprzez wykształcenie tzw. heterocyst umożliwiających przyswajanie azotu atmosferycznego. W kriokonitach występują również pierwotniaki, wrotki oraz niesporczaki, nazywane wodnymi niedźwiadkami. Niektóre z zamieszkujących lodowiec organizmów – w tym niesporczaki – zapadają w stan tzw. życia utajonego, czyli anabiozę, pozwalającą im przetrwać niesprzyjające warunki.